# 約翰遜縣 (懷俄明州)
約翰遜縣（英語：Johnson County）是美国怀俄明州中部的一個縣，面積10,812平方公里。根據2020年美國人口普查，共有人口8,447人。縣治水牛城。约翰逊县位于大角山脈（Bighorn Mountains，又译比格霍恩山脉）的东南部，25號州際公路和90號州際公路穿过该县。

## 历史
约翰逊县於1875年12月8日从奧爾巴尼郡、卡本郡和斯斯威特沃特县的部分地区分离出来，原名和平郡（Pease County），1879年改用現名。縣名紀念來自夏延的律師，E·P·約翰遜。
1888 年，謝里敦郡从约翰逊县的一部分中分离出来。1890年，比格霍恩县从约翰逊县分离出来，包括弗里蒙特县和谢里登县的土地。
1889年至1893年，约翰逊县爆发了约翰逊县战争，富有的牧场主为控制有限的资源，招募雇佣枪手与较小的定居者和定居者作战。
1911年，约翰逊县和相邻的克鲁克县、納特羅納縣和韋斯頓郡的边界进行调整，以沿着联邦土地测量线延伸。

## 地理
根据美国人口普查局的数据，该县面积为4,175平方英里（10,810平方公里），其中4,154平方英里（10,760平方公里）为陆地，20平方英里（52 平方公里/0.5%）为水域。

### 邻近县
- 謝里敦郡 (北部)
- 坎贝尔縣 (東部)
- 康弗斯县 (东南部)
- 納特羅納縣 (南部)
- 華謝基縣 (西部)
- 比格霍恩县 (西北部)

## 人口统计
根据2010年美国人口普查，该县共有8,569人、3,782个家庭和2,410个家族。人口密度为每平方英里2.1人（每平方公里0.81人）。共有4,553个住房单元，平均密度为每平方英里1.1个单元（每平方公里0.42个单元）。种族构成为96.5%白人、1.1%印第安人、0.4%亞裔、0.2%黑人或非裔、0.7%来自其他种族，1.1%来自两个或两个以上的种族。拉美裔占人口的3.2%。从血统上看，31.6%是德裔，22.4%是愛爾蘭裔，18.3%是英裔，6.1%是原生美国人。

| 调查年                                 | 人口  | 备注  | %±     |
| -------------------------------------- | ----- | ----- | ------ |
| 1880                                   | 637   |       | —      |
| 1890                                   | 2,357 |       | 270.0% |
| 1900                                   | 2,361 |       | 0.2%   |
| 1910                                   | 3,453 |       | 46.3%  |
| 1920                                   | 4,617 |       | 33.7%  |
| 1930                                   | 4,816 |       | 4.3%   |
| 1940                                   | 4,980 |       | 3.4%   |
| 1950                                   | 4,707 |       | −5.5%  |
| 1960                                   | 5,475 |       | 16.3%  |
| 1970                                   | 5,587 |       | 2.0%   |
| 1980                                   | 6,700 |       | 19.9%  |
| 1990                                   | 6,145 |       | −8.3%  |
| 2000                                   | 7,075 |       | 15.1%  |
| 2010                                   | 8,569 |       | 21.1%  |
| 2020                                   | 8,447 |       | −1.4%  |
| 2023年估计                             | 8,759 | [ 4 ] | 3.7%   |
| US Decennial Census 1870–20002010–2016 |       |       |        |

## 政治
约翰逊县自1932年以来一直被共和党控制，该县是中西部深红地带的一部分，2024年总统选举中，特朗普以80.36%的得票率赢得该县。